# 다치바나노나카쓰히메미코
다치바나노나카츠히메미코(일본어: 橘仲皇女 たちばなのなかつひめみこ[*], 생몰년 미상)는 센카 천황의 황후이다. 고지키에서는 타치바나노나카츠히메노미코토(橘之中比売命)라 쓰여있다. 아버지는 닌켄 천황, 어머니는 카스가노오오이라츠메노히메미코 (유랴쿠 천황의 황녀)이다. 이시히메노히메미코 (긴메이 천황의 황후)의 어머니이다.
센카 천황 원년 3월 8일 (535년 4월 25일)에 센카 천황의 황후로 봉해졌다. 붕어 후, 어린 아이와 함께 센카 천황릉에 합장되었다. 천황과 같이 합장된 황후는 안칸 천황의 황후인 카스가노야마다노히메미코 (『일본서기』에 쓰여있다. 현재의 치정은 별도)와 덴무 천황의 황후인 지토 천황 뿐이다.

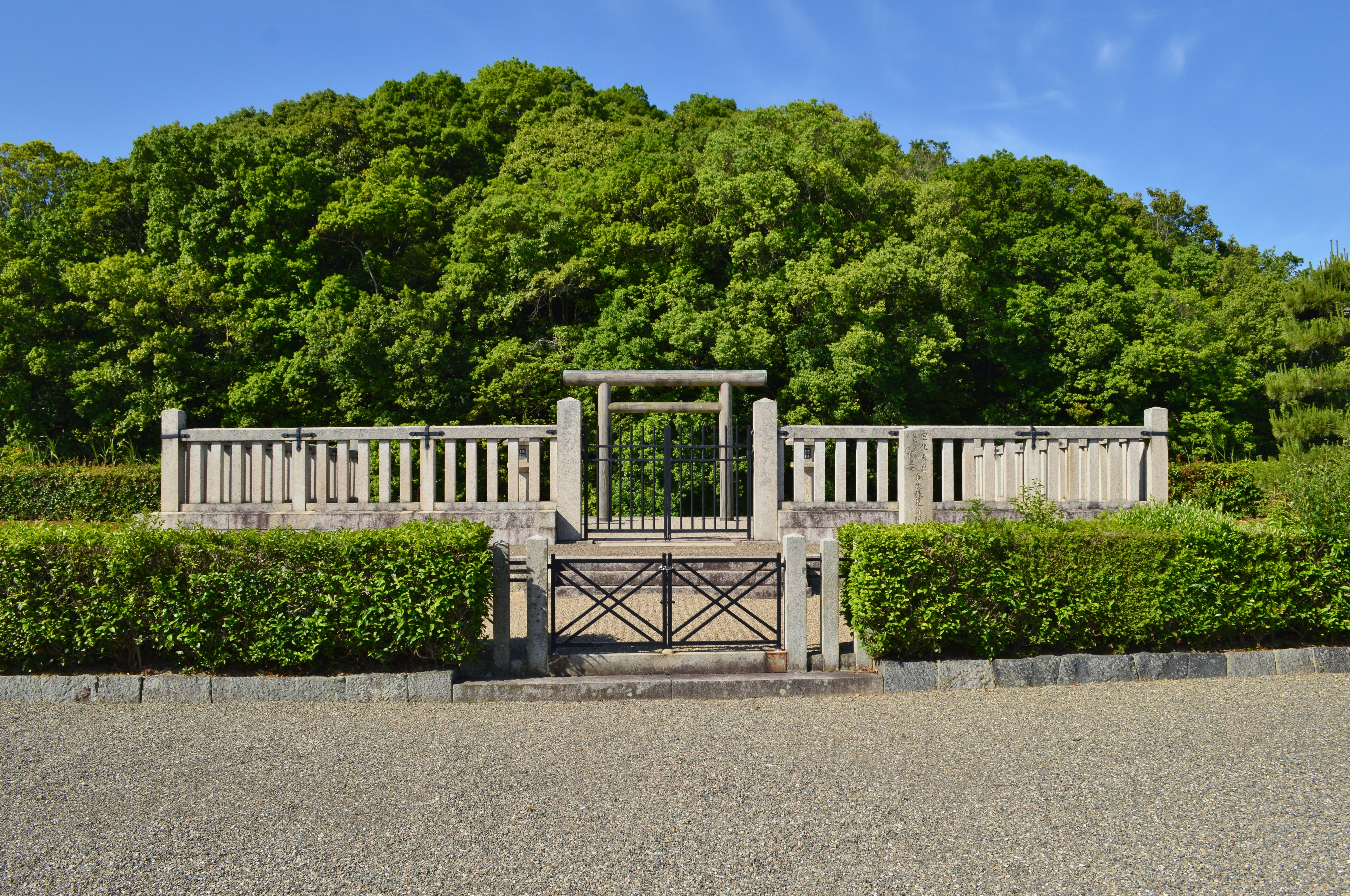
센카 천황ㆍ타치바나노나카츠히메미코의 무사노츠키사카노에노미사사기 (나라현 카시하라시)

## 계보
- 아버지 : 닌켄 천황
- 어머니 : 카스가노오오이라츠메노히메미코
- 동복형제 : 타카하시노오오이라츠메노히메미코(高橋大娘皇女), 아사즈마노히메미코(朝嬬皇女), 타시라카노히메미코, 쿠스히노히메미코(樟氷皇女), 부레츠 천황, 마와카노히메미코(真稚皇女)
- 남편 : 센카 천황
  - 자녀 : 이시히메노히메미코, 코이시히메노히메미코(小石姫皇女), 쿠라노와카아야히메노히메미코(倉稚綾姫皇女), 히카게노히메미코(日影皇女), 카무에하노미코(上殖葉皇子), 성별미상의 요절한 아이 한명